# Proceso Oppenheimer–Phillips
El proceso de Oppenheimer-Phillips es un tipo de reacción nuclear inducida por deuterón. En este proceso, la mitad neutrón de un deuterón energético (un isótopo estable de hidrógeno con un protón y un neutrón) se fusiona con un núcleo objetivo, transmutando el objetivo en un isótopo más pesado mientras se expulsa un protón. Un ejemplo es la transmutación nuclear del carbono-12 en carbono-13.
El proceso permite que se produzca una interacción nuclear a energías más bajas de lo que se esperaría a partir de un simple cálculo de la barrera de Coulomb entre un deuterón y un núcleo objetivo. Esto se debe a que, a medida que el deuterón se acerca al núcleo objetivo cargado positivamente, experimenta una polarización de carga en la que el "extremo del protón" mira en dirección opuesta al objetivo y el "extremo del neutrón" mira hacia el objetivo. La fusión se produce cuando la energía de unión del neutrón y el núcleo objetivo excede la energía de unión del propio deuterón; el protón que anteriormente estaba en el deuterón es luego repelido del nuevo núcleo, más pesado.

## Historia
J. Robert Oppenheimer y Melba Phillips publicaron una explicación de este efecto en 1935, considerando experimentos con el ciclotrón de Berkeley que mostraban que algunos elementos se volvían radiactivos bajo el bombardeo de deuterones.

## Mecanismo
Durante el proceso OP, la carga positiva del deuterón está polarizada espacialmente y se acumula preferentemente en un extremo de la distribución de densidad del deuterón, nominalmente, el "extremo del protón". A medida que el deuterón se acerca al núcleo objetivo, la carga positiva es repelida por el campo electrostático hasta que, suponiendo que la energía incidente no sea suficiente para superar la barrera, el "extremo del protón" se acerca a una distancia mínima después de haber subido la barrera de Coulomb hasta el punto más alto que puede. Si el "extremo del neutrón" está lo suficientemente cerca como para que la fuerza nuclear fuerte, que sólo actúa en distancias muy cortas, supere la fuerza electrostática repulsiva en el "extremo del protón", puede comenzar la fusión de un neutrón con el núcleo objetivo.
En el proceso OP, cuando el neutrón se fusiona con el núcleo objetivo, la fuerza de unión del deuterón acerca el "extremo del protón" más de lo que un protón desnudo podría haberse acercado por sí solo, aumentando la energía potencial de la carga positiva. Cuando se captura un neutrón, se extrae un protón del complejo y se expulsa. En este punto, el protón es capaz de transportar más energía que la energía cinética incidente del deuterón, ya que se ha acercado al núcleo objetivo más de lo que es posible para un protón aislado con la misma energía incidente. En tales casos, el núcleo transmutado queda en un estado energético como si se hubiera fusionado con un neutrón de energía cinética negativa. Existe un límite superior de cuánta energía se puede expulsar el protón, establecido por el estado fundamental del núcleo hijo.